# Барон Родни
Барон Родни из Родни Сток в графстве Сомерсет — наследственный титул в системе Пэрства Великобритании. Он был создан 19 июня 1782 года для британского флотоводца, адмирала сэра Джордж Бриджеса Родни, 1-го баронета (1718—1792). 22 января 1764 года для него уже был создан титул баронета из Элресфорда в графстве Саутгемптон (Баронетство Великобритании). Джорджс Бриджес Родни заседал в Палате общин от Салташа (1751—1754), Окхэмптона (1759—1761), Пенрина (1761—1768), Нортгемптона (1769—1774) и Вестминстера (1780—1782). Его сын, подполковник Джордж Родни, 2-й барон Родни (1753—1802), представлял Нортгемптон в парламенте (1780—1784). Его преемником стал его старший сын, Джордж Родни, 3-й барон Родни (1782—1842). Он служил в качестве лорда-лейтенанта Радноршира (1804—1842). Его младший брат, Томас Джеймс Родни, 4-й барон Родни (1784—1843), получил в 1804 году королевское разрешение на дополнительную фамилию «Харли». После его смерти титул унаследовал его младший брат, Спенсер Родни, 5-й барон Родни (1785—1846). Он был ректором Элмли в графстве Кент. Его преемником стал его племянник, Роберт Деннетт Родни, 6-й барон Родни (1820—1864). Он был сыном капитана достопочтенного Роберта Родни, четвертого сына 2-го барона Родни. Правнук 6-го барона, Джон Фрэнсис Родни, 9-й барон Родни (1920—1992), был активным членом Палаты лордов и служил в качестве делегата в Совете Европы и Западноевропейском союзе. 
По состоянию на 2023 год носителем титула являлся внук последнего, Джон Джордж Бриджес Родни, 11-й барон Родни (род. 1999), который стал преемником своего отца в 2011 году.

## Бароны Родни (1782)

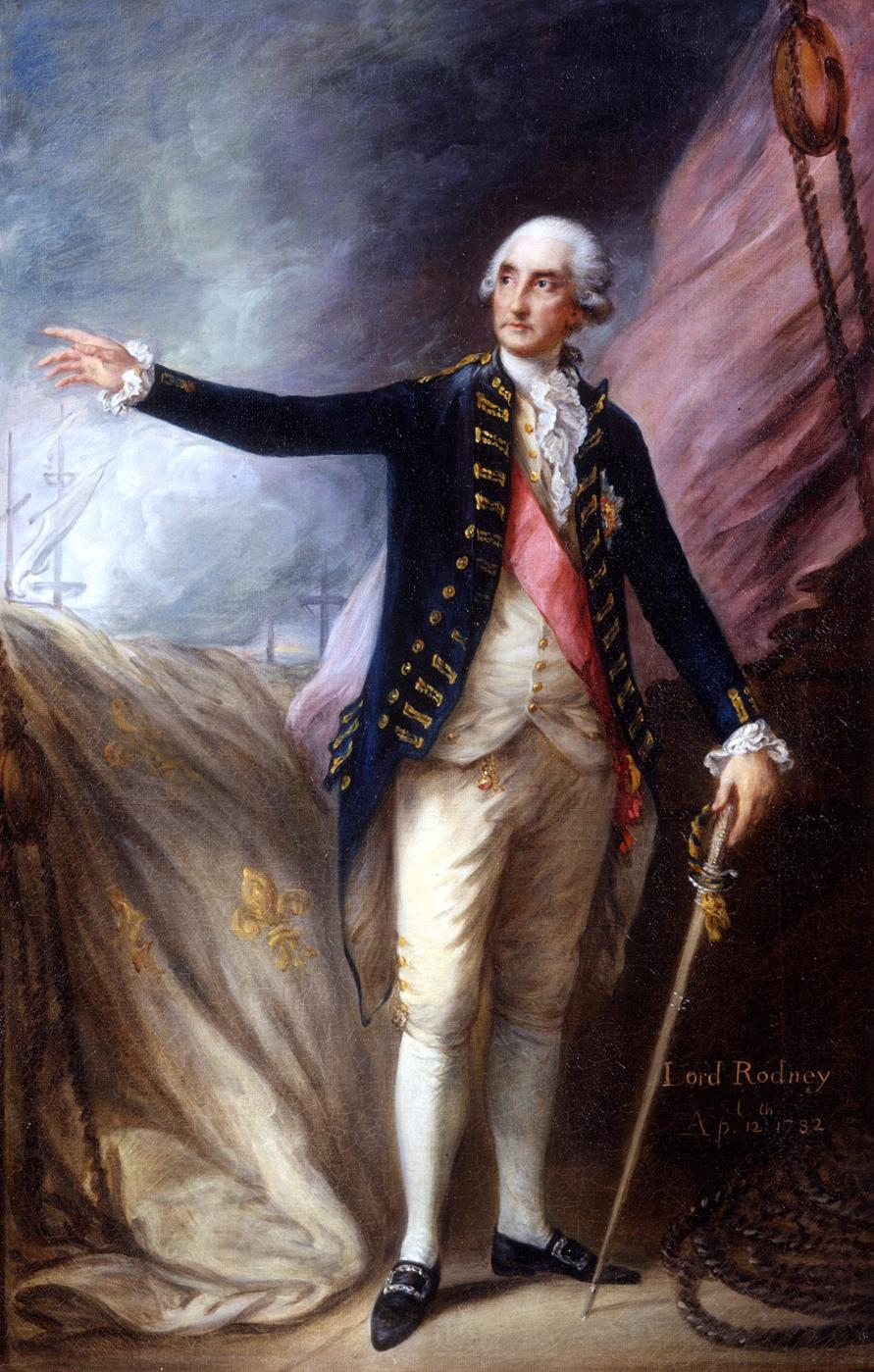
Адмирал Джордж Бриджес Родни, 1-й барон Родни

- 1782—1792: Адмирал Джордж Бриджес Родни, 1-й барон Родни (13 февраля 1718 — 24 мая 1792), сын капитана Генри Родни (1681—1737)[1];
- 1792—1802: Подполковник Джордж Родней, 2-й барон Родни (25 декабря 1753 — 2 января 1802), старший сын предыдущего от первого брака[2];
- 1802—1842: Джордж Родни, 3-й барон Родни (17 июня 1782 — 21 июня 1842), старший сын предыдущего[3];
- 1842—1843: Томас Джеймс Харли-Родни, 4-й барон Родни (12 апреля 1784 — 30 октября 1843), второй сын 2-го барона Родни, младший брат предыдущего[4];
- 1843—1846: Преподобный Спенсер Родни, 5-й барон Родни (30 мая 1785 — 15 мая 1846), третий сын 2-го барона Родни, младший брат предыдущего[5];
- 1846—1864: Роберт Деннетт Родни, 6-й барон Родни (21 мая 1820 −19 августа 1864), единственный сын Роберта Родни (1786—1826), четвертого сына 2-го барона Родни[6];
- 1864—1909: Джордж Бриджес Харли Деннетт Родни, 7-й барон Родни (28 февраля 1857 — 29 декабря 1909), старший сын предыдущего[7];
- 1909—1973: Джордж Бриджес Харли Гуэст Родни, 8-й барон Родни (2 ноября 1891 — 18 декабря 1973), старший сын предыдущего[8];
- 1973—1992: Джон Фрэнсис Родни, 9-й барон Родни (28 июня 1920 — 13 октября 1992), второй сын предыдущего[9];
- 1992—2011: Джордж Бриджес Родни, 10-й барон Родни (3 января 1953 — 13 февраля 2011), единственный сын предыдущего[10];
- 2011 — настоящее время: Джон Джордж Бриджес Родни, 11-й барон Родни (род. 5 июля 1999), единственный сын предыдущего[11];
  - Наследник титула: Николас Саймон Харли Родни (род. 20 декабря 1947), старший сын Найджела Роберта Харли Родни (1917—1992), внук Мервина Харли Родни (1890—1964), правнук Роберта Уильяма Генри Родни (1858—1933), праправнук 6-го барона[12].